# Lađevačko Selište
Lađevačko Selište is een plaats in de gemeente Slunj in de Kroatische provincie Karlovac. De plaats telt 67 inwoners (2001).